# Galeandra hysterantha
Galeandra hysterantha är en orkidéart som beskrevs av João Barbosa Rodrigues. Galeandra hysterantha ingår i släktet Galeandra och familjen orkidéer. Inga underarter finns listade i Catalogue of Life.